# ناحیه ویلیوی بالا
ناحیه ویلیوی بالا (به لاتین: Verkhnevilyuysky District) یک منطقهٔ مسکونی در روسیه است که در یاقوتستان واقع شده‌است.